# Supercoppa di Lega di Serie C 2002
La Supercoppa di Lega di Serie C 2002 è stata la 3ª edizione della Supercoppa di Serie C. Nel torneo si affrontano le vincitrici dei due gironi della Serie C1 2001-2002. L'edizione venne vinta dall'Ascoli per la prima volta nella sua storia.

## Squadre partecipanti
Le squadre partecipanti all'edizione 2002:
- Livorno Vincitrice girone A di Serie C1 1999-2000
- Ascoli Vincitore girone B di Serie C1 1999-2000

## Formula
La formula prevede che le due squadre si affrontino in una gara di andata ed in una di ritorno, la vincitrice dell'edizione sarà quella che avrà segnato più gol in entrambe le gare. In caso di arrivo a pari reti, la vittoria dell'edizione verrà data alla squadra che ha segnato il maggior numero di gol in trasferta. In caso che anche i gol in trasferta segnati dalle compagini siano uguali, si procederà ai calci di rigore.

## Incontri
| Arbitro: | Giannoccaro (Lecce) |

|               |           |  |
| Bonfiglio 63’ | Marcatori |  |

| Arbitro: | Girardi (San Donà di Piave) |

|                       |           |               |
| Basso 53’ Ruotolo 81’ | Marcatori | 58’ Bonfiglio |